# Európai Filmdíjak 2013
A 26. Európai Filmdíj-átadó ünnepséget (26th European Film Awards), amelyen az előző évben hivatalosan bemutatott, az Európai Filmakadémia több mint 2900 tagjának szavazata alapján legjobbnak ítélt európai alkotásokat részesítették elismerésben, 2013. december 7-én tartották meg a berlini fesztiválpalotában. Az ünnepség ceremóniamestere Anke Engelke német színésznő, humorista volt.
Az Európai Filmakadémia 2013. szeptember 10-én hozta nyilvánosságra a díjra számításba vett nagyjátékfilmek 32 országot képviselő, 46 alkotásból álló listáját, melyből húszat a legtöbb akadémiai tagot számláló országok javasoltak saját filmjeik közül, huszonhatot pedig az EFA Igazgatótanácsa, meghívott szakértők bevonásával. A díjra jelöltek listáját, amely ez évben kibővült a legjobb európai komédia kategóriájával, november 9-én, a Sevillai Európai Filmfesztiválon hirdették ki. Hat technikai jellegű filmes szakma (zeneszerző, operatőr, vágó, látványtervező, valamint a 2013-ban két új kategóriában jelentkező  jelmeztervező és hangzástervező) legjobbjairól egy héttagú külön zsűri döntött október 28-án.
A 2013. évi Európai Filmdíjak legnagyobb nyertese Paolo Sorrentino A nagy szépség című filmdrámája volt: a belga Felix Van Groeningen Alabama és Monroe című alkotása ugyan hat jelölést kapott, de csak egy díjat vihetett el, míg az olasz rendező játékfilmjét az öt jelöléséből négy díjjal jutalmazták. Az egy  idős író nosztalgikus történetén keresztül napjaink Rómáját bemutató alkotás értékeit 2014-ben BAFTA-díjjal, Golden Globe-díjjal és Oscar-díjjal is elismerték. Több díjra is esélyesnek tartották Giuseppe Tornatore Senki többet című szerelmi drámáját, azonban az öt jelölésből csupán Ennio Morricone vehetett át szobrocskát a film zenéjéért.
Magyar alkotás nem szerepelt a válogatásban, illetve a díjra jelöltek között.
A Fiatal Közönség Filmnapját 2013. május 5-én tartották. A rendezvényen kilenc európai nagyvárosban, köztük első ízben Budapesten, zárt vetítés után választhattak a tizenévesek a számukra készült 3 alkotásból. A mintegy 40 magyar fiatal részére a Tabán moziban szervezték meg az egész napos filmnézést és a szavazást.

## Válogatás
1. 8-Pallo (Fekete golyó) – rendező: Aku Louhimies
2. Anna Karenina – rendező: Joe Wright
3. Araf (A pokol kapujában) – rendező: Yeşim Ustaoğlu
4. Äta sova dö (Enni, inni, meghalni ) – rendező: Gabriela Pichler
5. Berberian Sound Studio – rendező: Peter Strickland
6. Blancanieves (Hófehérke) – rendező: Pablo Berger
7. Borgman – rendező: Alex Van Warmerdam
8. Cvetyt na hameleona (Цветьт На Хамелеона) – rendező: Emil Christov
9. Dans la maison (A házban) – rendező: François Ozon
10. Djúpið (Dermesztő mélység) – rendező: Baltasar Kormákur
11. Dolgaja Szcsasztlivaja zsizn (Долгая Счастливая Жизнь) – rendező: Borisz Hlebnyikov
12. Dom över död man (Az utolsó mondat) – rendező: Jan Troell
13. Epizoda u zivotu beraca Zeljeza (Epizód egy vasgyűjtő életéből) – rendező: Danis Tanović
14. Grenzgänger – rendező: Florian Flicker
15. Grzeli nateli dgeebi (Az ártatlanság virágai) – rendező: Nana Ekvtimishvili és Simon Gross
16. Hannah Arendt – rendező: Margarethe von Trotta
17. Hořící Keř (Olthatatlan) – rendező: Agnieszka Holland
18. I aionia epistrofi tou Antoni Paraskeva (Η Αιώνια Επιστροφή Του Αντώνη Παρασκευά) – rendező: Elina Psikou
19. Imagine (A képzelet ereje) – rendező: Andrzej Jakimowski
20. Izmena (Измена) – rendező: Kirill Szerebrennyikov
21. Kapringen (Emberrablás) – rendező: Tobias Lindholm
22. Kon-Tiki – rendező: Joachim Rønning és Espen Sandberg
23. Krugovi (Templom a dombon) – rendező: Srdan Golubović
24. La grande bellezza (A nagy szépség) – rendező: Paolo Sorrentino
25. Lemale et ha’halal (לאםל את החלל) (Töltsd be az űrt) – rendező: Rama Burshtein
26. La migliore offerta (Senki többet) – rendező: Giuseppe Tornatore
27. L'inconnu du lac (Idegen a tónál) – rendező: Alain Guiraudie
28. Lo imposible (A lehetetlen) – rendező: Juan Antonio Bayona
29. Los amantes pasajeros (Szeretők, utazók) – rendező: Pedro Almodóvar
30. Me'al Ha-giva (מעל הגבעה) (Mi jöhet még?) – rendező: Raphaël Nadjari
31. Môj pes Killer (Kutyám, Killer) – rendező: Mira Fornay
32. Oh Boy – rendező: Jan Ole Gerster
33. Oikopedo 12 – rendező: Kyriacos Tofarides
34. Only God Forgives (Csak Isten bocsáthat meg) – rendező: Nicolas Winding Refn
35. Paradies: Glaube (A hit paradicsoma) – rendező: Ulrich Seidl
36. Poziția copilului (Anyai szív) – rendező: Călin Peter Netzer
37. Rosie – rendező: Marcel Gisler
38. Som du ser meg – rendező: Dag Johan Haugerud
39. Svecenikova djeca (A pap gyermekei) – rendező: Vinko Brešan
40. Syngué sabour. Pierre de patience – rendező: Atiq Rahimi
41. The Broken Circle Breakdown (Alabama és Monroe) – rendező: Felix Van Groeningen
42. The Congress (A futurológiai kongresszus) – rendező: Ari Folman
43. The Selfish Giant (Az önző óriás) – rendező: Clio Barnard
44. To agori troei to fagito tou pouliou (Tο Αγορι Τρωει Το Φαγητο Του Πουλιου) – rendező: Ektorasz Ligizosz
45. W imię... – rendező: Małgorzata Szumowska
46. What Richard Did (Mit tettél, Richard?) – rendező: Lenny Abrahamson

## Díjazottak és jelöltek
| „Díjazott” – szürkéskék háttérrel   |
| „Jelölt” – világos szürke háttérrel |

### Legjobb európai film
| Magyar címe                | Eredeti címe                     | Rendező              | Ország                      |
| -------------------------- | -------------------------------- | -------------------- | --------------------------- |
| A nagy szépség             | La grande bellezza               | Paolo Sorrentino     | Olaszország · Franciaország |
| Adèle élete – 1–2. fejezet | La vie d'Adèle – Chapitres 1 & 2 | Abdellatif Kechiche  | Franciaország               |
| Alabama és Monroe          | The Broken Circle Breakdown      | Felix Van Groeningen | Belgium                     |
| Hófehérke                  | Blancanieves                     | Pablo Berger         | Spanyolország               |
| Oh Boy!                    | Oh Boy!                          | Jan Ole Gerster      | Németország                 |
| Senki többet               | La migliore offerta              | Giuseppe Tornatore   | Olaszország                 |

### Legjobb európai komédia
| Magyar címe            | Eredeti címe          | Rendező         | Ország                                                         |
| ---------------------- | --------------------- | --------------- | -------------------------------------------------------------- |
| Csak a szerelem számít | Den skaldede frisør   | Susanne Bier    | Dánia · Franciaország · Svédország · Németország · Olaszország |
| Szeretők, utazók       | Los amantes pasajeros | Pedro Almodóvar | Spanyolország                                                  |
| A pap gyermekei        | Svećenikova djeca     | Vinko Brešan    | Horvátország · Montenegró · Szerbia                            |
| –––                    | Benvenuto Presidente! | Riccardo Milani | Olaszország                                                    |

### Legjobb európai felfedezett – FIPRESCI díj
| Magyar címe          | Eredeti címe | Rendező          | Ország                                        |
| -------------------- | ------------ | ---------------- | --------------------------------------------- |
| Oh Boy!              | Oh Boy!      | Jan Ole Gerster  | Németország                                   |
| Call Girl            | Call Girl    | Mikael Marcimain | Svédország · Norvégia · Írország · Finnország |
| Enni, inni, meghalni | Äta sova dö  | Gabriela Pichler | Svédország                                    |
| Járvány              | La Plaga     | Neus Ballús      | Spanyolország                                 |
| –––                  | Miele        | Valeria Golino   | Olaszország · Franciaország                   |

### Legjobb európai dokumentumfilm
| Magyar címe      | Eredeti címe       | Rendező            | Ország                                |
| ---------------- | ------------------ | ------------------ | ------------------------------------- |
| Az ölés aktusa   | The Act of Killing | Joshua Oppenheimer | Dánia · Norvégia · Egyesült Királyság |
| Átmeneti állomás | L'escale           | Kaveh Bakhtiari    | Svájc · Franciaország                 |
| A hiányzó kép    | L'image manquante  | Rithy Panh         | Franciaország · Kamerun               |

### Legjobb európai animációs játékfilm
| Magyar címe                | Eredeti címe | Rendező       | Ország                                                                     |
| -------------------------- | ------------ | ------------- | -------------------------------------------------------------------------- |
| A futurológiai kongresszus | The Congress | Ari Folman    | Izrael · Németország · Lengyelország · Luxemburg · Franciaország · Belgium |
| Jasmine                    | Jasmine      | Alain Ughetto | Franciaország                                                              |
| Pinokkió                   | Pinocchio    | Enzo d' AIò   | Olaszország · Luxemburg · Franciaország · Belgium                          |

### Legjobb európai rendező
| Nyertesek és jelöltek | Magyar címe                | Eredeti címe                     |
| --------------------- | -------------------------- | -------------------------------- |
| Paolo Sorrentino      | A nagy szépség             | La grande bellezza               |
| Pablo Berger          | Hófehérke                  | Blancanieves                     |
| Felix Van Groeningen  | Alabama és Monroe          | The Broken Circle Breakdown      |
| & Abdellatif Kechiche | Adèle élete – 1–2. fejezet | La Vie d'Adèle – Chapitres 1 & 2 |
| François Ozon         | A házban                   | Dans la maison                   |
| Giuseppe Tornatore    | Senki többet               | La migliore offerta              |

### Legjobb európai színésznő
| Nyertesek és jelöltek | Magyar címe       | Eredeti címe                |
| --------------------- | ----------------- | --------------------------- |
| Veerle Baetens        | Alabama és Monroe | The Broken Circle Breakdown |
| Luminița Gheorghiu    | Anyai szív        | Poziția copilului           |
| Keira Knightley       | Anna Karenina     | Anna Karenina               |
| Barbara Sukowa        | Hannah Arendt     | Hannah Arendt               |
| / Naomi Watts         | A lehetetlen      | Lo imposible                |

### Legjobb európai színész
| Nyertesek és jelöltek | Magyar címe       | Eredeti címe                |
| --------------------- | ----------------- | --------------------------- |
| Toni Servillo         | A nagy szépség    | La grande bellezza          |
| Jude Law              | Anna Karenina     | Anna Karenina               |
| Johan Heldenbergh     | Alabama és Monroe | The Broken Circle Breakdown |
| Fabrice Luchini       | A házban          | Dans la maison              |
| Tom Schilling         | Oh Boy!           | Oh Boy!                     |

### Legjobb forgatókönyvíró
| Nyertesek és jelöltek               | Magyar címe       | Eredeti címe                |
| ----------------------------------- | ----------------- | --------------------------- |
| François Ozon                       | A házban          | Dans la maison              |
| Felix Van Groeningen Carl Joos      | Alabama és Monroe | The Broken Circle Breakdown |
| Paolo Sorrentino Umberto Contarello | A nagy szépség    | La grande bellezza          |
| Tom Stoppard                        | Anna Karenina     | Anna Karenina               |
| Giuseppe Tornatore                  | Senki többet      | La migliore offerta         |

### Legjobb európai operatőr – Carlo Di Palma-díj
| Nyertesek és jelöltek | Magyar címe      | Eredeti címe                      |
| --------------------- | ---------------- | --------------------------------- |
| Asaf Sudry            | Töltsd be az űrt | Lemale et ha'halal (למלא את החלל) |

### Legjobb európai vágó
| Nyertesek és jelöltek | Magyar címe    | Eredeti címe       |
| --------------------- | -------------- | ------------------ |
| Cristiano Travaglioli | A nagy szépség | La grande bellezza |

### Legjobb európai látványtervező
| Nyertesek és jelöltek | Magyar címe   | Eredeti címe  |
| --------------------- | ------------- | ------------- |
| Sarah Greenwood       | Anna Karenina | Anna Karenina |

### Legjobb európai jelmeztervező
| Nyertesek és jelöltek | Magyar címe | Eredeti címe |
| --------------------- | ----------- | ------------ |
| Paco Delgado          | Hófehérke   | Blancanieves |

### Legjobb európai zeneszerző
| Nyertesek és jelöltek | Magyar címe  | Eredeti címe        |
| --------------------- | ------------ | ------------------- |
| Ennio Morricone       | Senki többet | La migliore offerta |

### Legjobb európai hangzástervező
| Nyertesek és jelöltek      | Magyar címe       | Eredeti címe     |
| -------------------------- | ----------------- | ---------------- |
| Matz Müller Erik Mischijew | A hit paradicsoma | Paradies: Glaube |

### Az Európai Filmakadémia életműdíja
| Díjazott          | Foglalkozás | Ország        |
| ----------------- | ----------- | ------------- |
| Catherine Deneuve | színésznő   | Franciaország |

### Legjobb európai teljesítmény a világ filmművészetében
| Díjazott        | Foglalkozás | Ország        |
| --------------- | ----------- | ------------- |
| Pedro Almodóvar | filmrendező | Spanyolország |

### Európai koprodukciós díj – Prix Eurimages
| Díjazott    | Foglalkozás  | Ország  |
| ----------- | ------------ | ------- |
| Ada Solomon | filmproducer | Románia |

### Közönségdíj a legjobb európai filmnek
| Magyar címe                 | Eredeti címe                | Rendező                         | Ország                                                           |
| --------------------------- | --------------------------- | ------------------------------- | ---------------------------------------------------------------- |
| Szerelem, örökség, portugál | La cage dorée               | Ruben Alves                     | ,                                                                |
| Alabama és Monroe           | The Broken Circle Breakdown | Felix Van Groeningen            | Belgium                                                          |
| A lehetetlen                | Lo imposible                | J.A. Bayona                     | Spanyolország                                                    |
| Anna Karenina               | Anna Karenina               | Joe Wright                      | Egyesült Királyság                                               |
| Csak a szerelem számít      | Den skaldede frisør         | Susanne Bier                    | Dánia · Svédország · Olaszország · Franciaország · Németország   |
| Dermesztő mélység           | Djúpið                      | Baltasar Kormákur               | Izland                                                           |
| Senki többet                | La migliore offerta         | Giuseppe Tornatore              | Olaszország                                                      |
| Szeretők, utazók            | Los amantes pasajeros       | Pedro Almodóvar                 | Spanyolország                                                    |
| Kon-Tiki                    | Kon-Tiki                    | Joachim Rønning, Espen Sandberg | Norvégia · Dánia · Németország · Svédország · Egyesült Királyság |
| Oh Boy                      | Oh Boy!                     | Jan Ole Gerster                 | Németország                                                      |
| Rodriguez nyomában          | Searching for Sugar Man     | Malik Bendjelloul               | Svédország · Egyesült Királyság                                  |

### Fiatal közönség díja
| Magyar címe       | Eredeti címe            | Rendező         | Ország                           |
| ----------------- | ----------------------- | --------------- | -------------------------------- |
| Nono, a bajkeverő | Nono, het Zigzag Kind   | Vincent Bal     | Hollandia                        |
| –––               | Kopfüber                | Bernd Sahling   | Németország                      |
| –––               | Le magasin des suicides | Patrice Leconte | Franciaország · Kanada · Belgium |

### Legjobb európai rövidfilm
| Címe                                   | Rendező                             | Ország                                     | Jelölő fesztivál                    |
| -------------------------------------- | ----------------------------------- | ------------------------------------------ | ----------------------------------- |
| Árnyékgyűjtő (Dood van een schaduw)    | Tom Van Avermaet                    | Belgium · Franciaország                    | fesztiváljelölés – Valladolid       |
| Cut                                    | Christoph Girardet, Matthias Müller | Németország                                | fesztiváljelölés – Vila do Conde    |
| Houses With Small Windows              | Bülent Öztürk                       | Belgium                                    | fesztiváljelölés – Velence          |
| La lampe au beurre de yak              | Hu Wei                              | Franciaország · Kína                       | fesztiváljelölés – Drama            |
| Piszmo (Письмо)                        | Szergej Loznica                     | Oroszország                                | fesztiváljelölés – Krakkó           |
| Misterio                               | Chema García Ibarra                 | Spanyolország                              | fesztiváljelölés – Berlin           |
| Morning                                | Cathy Brady                         | Egyesült Királyság · Írország              | fesztiváljelölés – Cork             |
| As ondas                               | Miguel Fonseca                      | Portugália                                 | fesztiváljelölés – Gent             |
| Orbitális szerelem (Orbit Ever After)) | Jamie Magnus Stone                  | Egyesült Királyság                         | fesztiváljelölés – Bristol          |
| Skok                                   | Petar Valchanov, Kristina Grozeva   | Bulgária                                   | fesztiváljelölés – Clermont-Ferrand |
| Sonntag 3                              | Jochen Kuhn                         | Németország                                | fesztiváljelölés – Tampere          |
| A Story for the Modlins                | Sergio Oksman                       | Spanyolország                              | fesztiváljelölés – Szarajevó        |
| Though I Know the River is Dry         | Omar Robert Hamilton                | Egyiptom · Palesztina · Egyesült Királyság | fesztiváljelölés – Rotterdam        |
| Jadernie othodi (Ядерные отходы)       | Miroszlav Szlabospickij             | Ukrajna                                    | fesztiváljelölés – Grimstad         |
| Zima (Зима)                            | Cristina Picchi                     | Oroszország                                | fesztiváljelölés – Locarno          |